# Milan Jelić
Milan Jelić in serbo cirillico, Милан Јелић, (Modriča, 26 marzo 1956 – Doboj, 30 settembre 2007) è stato un economista, politico e dirigente sportivo bosniaco.
Fu eletto nel 2006 presidente della Republika Srpska, carica che ricoprì per circa un anno per poi morire all'improvviso di attacco cardiaco, svolse inoltre la funzione di presidente della Federazione calcistica della Republika Srpska e della Federazione calcistica della Bosnia ed Erzegovina.